# アンフォルメル
アンフォルメル（フランス語：Art informel、非定型の芸術。英語：Informalism）は、1940年代半ばから1950年代にかけてフランスを中心としたヨーロッパ各地に現れた、激しい抽象絵画を中心とした美術の動向をあらわした言葉である。同時期のアメリカ合衆国におけるアクション・ペインティングなど抽象表現主義の運動に相当する。

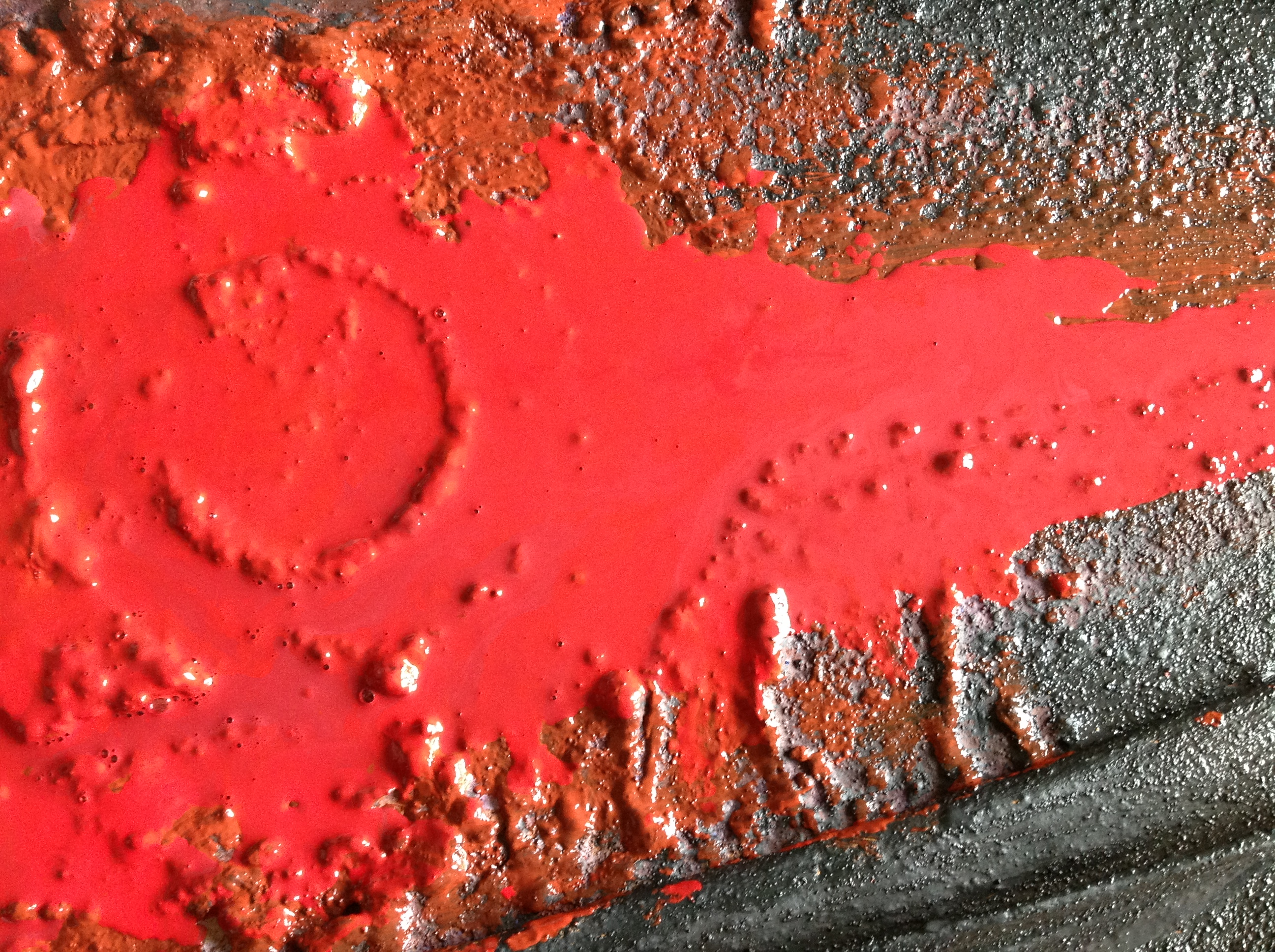
Jiménez-Balaguer(ローラン・ヒメネス＝バラゲル)

## 歴史
第二次世界大戦の破壊や殺戮による傷跡が癒えない時期、1945年前後のパリのドルーアン・ギャラリーで、ジャン・デュビュッフェ、ジャン・フォートリエ、ヴォルスといった画家たちが、絵具をキャンバスに不安定に激しく盛り上げてほとんど形を失った人体像などを描いていた。人間自体に対する否定を含んだこうした激しさのある絵画は表現主義の一種であり、第一次世界大戦後の復員兵らによるドイツ表現主義とも共通するものがあるが、デュビュッフェらは素材感やマチエール（絵の表面の肌合い）を重視し、形態が失われるほどの抽象化を進めた点で異なっていた。デュビュッフェはまた、障害者や霊視者らの芸術（彼はこれらをアール・ブリュット－生の芸術と名づけた）や田舎の民衆芸術、アフリカなどの原始主義に深い共感を示していた。
同時期、ジョルジュ・マチューは1947年に開いた展覧会で、やはり分厚く塗った絵具を削るように、無意識で即興的な筆遣いで書道のように線を描く独自の抽象画で注目を集め、戦前のクールな幾何学的抽象に対し叙情的抽象と呼ばれる動向を作りつつあった。
1950年代、フランスはアンフォルメル・アートの拠点だった。芸術家は、この新しいアートを創造している間も、アメリカのアートと同様に、ヨーロッパの絵画からも影響を受けた。デュビュッフェとともにアール・ブリュットの展覧会を企画した評論家ミシェル・タピエは、ほかにもヨーロッパやアメリカで表現主義的な激しい抽象絵画が同時多発していることを感じ、1951年にこれらの作家に加えてアメリカからアクション・ペインティングの画家、ジャクソン・ポロックやウィレム・デ・クーニングを招き展覧会を企画した。ここで彼は「非定型の芸術」という意味のラール・アンフォルメルという用語を作りこれらの抽象的で表現主義的な動向を理論付けた。これは「幾何学的抽象とは異なり」、分厚いマチエールの不安定さや、「画家の筆や体の動きに重点」を置く絵画であった。また、戦争という不条理を通過した人間が、絵画の制作や絵具を不安定に重ねたり削ったりすることを通して、自己の存在や身体感覚や実存を探ろうとしたものであった。
彼のほかにも評論家のシャルル・エスティエンヌは1954年に「染み」を意味するタシスム（Tachisme）という用語を作って新しい抽象絵画、とりわけジョルジュ・マチューらのものを理論付けている。
こうしたアンフォルメルの影響はヨーロッパ、アメリカ、日本にまでおよんだほか、当時パリにいた世界各国の画家たち、たとえばスペインのアントニ・タピエス、イタリアのアルベルト・ブッリ、ロシアのセルジュ・ポリアコフ、中国のザオ・ウーキーなどの作家をまきこんだ。しかし、各作家の背景や作品は多様で、アンフォルメルと一括りにできるものでもなかった。
- ヨーロッパでは特に西ドイツで強い反響を呼び、カール・オットー・ゲッツ（ドイツ語版）、ベルンハルト・シュルツェ（英語版）、フレッド・ティーラー（ドイツ語版）、ゲルハルト・ヘーメ（ドイツ語版）、カール・フリードリヒ・ダーメン（ドイツ語版）、K.R.H・ゾンダーボルク（英語版）らがアンフォルメル風の絵画を制作した。
- オランダやベルギー、デンマークでは1948年にカレル・アペルやアスゲール・ヨルン（英語版）らによるコブラ（CoBrA）と呼ばれるグループが現れ激しさと素朴さを併せ持つロマンティックな抽象絵画を描いており、1950年代には解散していたが、所属していた画家たちはアンフォルメルと比較されるような活動を行っていた。
- ミシェル・タピエは、すでにフランスでアンフォルメルの画家として名を上げていた今井俊満の手引きにより、1956年に日本で展覧会を企画し、戦後の日本の美術界に一大アンフォルメル旋風を起こした。ここでは日本出身でフランスで活動していた今井や堂本尚郎も紹介された。またタピエは具体美術協会[3]と出会い、彼らを日本におけるアンフォルメルとして海外に紹介した。

ヨーロッパの美術の側から眺めると、1950年代の世界的な抽象主義の運動を、今日でもアンフォルメルと総括する傾向があり、ニューヨーク派の抽象表現主義を、あえて特殊なものと看做さず、世界的なアンフォルメル運動のひとつとする見方が主流である。他方でアメリカの美術の世界では、当時も現在も自国の美術がヨーロッパ旧大陸の美術を凌駕したという自負を持ちたいという願望から、グリーンバーグの意味づけを容認したという面も見逃せない。日本においては、1960年代以降、アメリカ側からの眺めを受け入れ、アンフォルメル運動をヨーロッパのみの傍流と受け止める見方が支配的である。
タピエの来日は、日本をアンフォルメルの陣営に引き入れようとした感が強い。この時期、アメリカでは、ハロルド・ローゼンバーグやクレメント・グリーンバーグといった評論家に擁護された抽象表現主義が全盛を極め世界に影響を広げようとしており、アメリカとフランスの美術界は戦後美術の前衛の主導権をめぐって争う状態にあった。ポロックらの優れた作家を抱え、優れた理論武装を行った抽象表現主義が次第に優勢となり、今日から振り返ると1940年代から1950年代の現代美術は抽象表現主義の時代であったとされることが多い。しかし、ヨーロッパや日本の美術を振り返る上でアンフォルメルは欠かせない存在である。

## 主な作家
- ハンス・アルトゥング（英語版）(1904 - 1989）
- ディーター・ボルスト (1950 - )
- ヴォルス (1913 - 1951)
- ザオ・ウーキー (1920 - 2013)
- ピエール・スーラージュ (1919 - 2022)
- ローラン・ヒメネス＝バラゲル（英語版）(1928 - 2015)
- アントニ・タピエス (1923 - 2012）
- ジャン・デュビュッフェ (1901 - 1985)
- ジャン・フォートリエ (1898 - 1964)
- アルベルト・ブッリ (1915 - 1995)
- サム・フランシス (1923 - 1994)
- ジョルジュ・マチュー（英語版）(1921 - 2012)
- アンリ・ミショー (1899 - 1984)
- ジャン・カルロ・リッカルディ(1933-2015)

## 書籍
- 『現代美術を知るクリティカル・ワーズ』　暮沢剛巳　フィルムアート社　ISBN 4845902362
- 『日本・現代・美術』　椹木野衣　新潮社　ISBN 4104214019